# Atlas, il trionfatore di Atene
Atlas, il trionfatore di Atene (Atlas) è un film peplum statunitense del 1961 diretto da Roger Corman.

## Trama
Antica Grecia. Il re Proximates, un tiranno che sta assediando una città da mesi senza riuscire a sferrare il colpo finale, incontra Telektos, il re della città assediata. Questi lo convince ad organizzare un duello tra due campioni per decidere le sorti della guerra. Proximates accetta e, mentre la città ha già scelto il suo eroe, egli richiede dieci giorni di tempo per poter fare la sua scelta.
Si mette quindi in viaggio insieme alla sacerdotessa Candia e al filosofo Garnis e si reca nel luogo dove si stanno svolgendo i giochi olimpici. Qui trovano il campione locale di lotta, tale Atlas, e Proximates cerca di convincerlo a combattere per lui. Non riuscendoci, istruisce Candia affinché convinca il giovane. Nonostante Garnis sia geloso per tale situazione, la accetta a malincuore perché hanno bisogno del campione. Candia riesce quindi a convincerlo.
Raggiungono la città assediata dove si svolge, in uno stadio, il duello che viene facilmente vinto da Atlas. La città viene così consegnata agli assedianti. Proximates organizza un banchetto e un falso attacco da parte dei soldati locali nel corso di esso. Ciò porta alla condanna a morte di Telektos che viene accusato di aver orchestrato l'assalto. Atlas e Candia, che conoscono le meschine macchinazioni di Proximates, cercano di scappare in Egitto, senza successo. Dopo una battaglia tra i soldati occupanti e Atlas, aiutato dai ribelli, l'esercito di Proximates viene decimato e lo stesso re fugge via a cavallo.
Atlas e i ribelli si rendono però conto che devono chiudere la pratica con Proximates una volta e per tutte. Intanto Proximates accoltella e uccide Garnis perché ha liberato la sorella di uno dei ribelli di cui si è innamorato. Quindi ordina al suo esercito di raggiungere Atlas e i ribelli nascosti in una valle fuori città. Arrivati sul posto non trovano nessuno (le spie dei ribelli sapevano già del loro arrivo) e decidono di ritornare alla città. Ma i ribelli, guidati da Atlas, tendono loro un agguato. Nel finale della battaglia, Atlas uccide Proximates. Dopodiché parte per l'Egitto insieme a Candia.

## Produzione
Il film fu prodotto dalla Beacon Films, diretto e prodotto da Roger Corman e girato ad Atene, in Grecia nel 1960 con un budget stimato in 70.000 dollari. Corman interpreta in un cameo un soldato greco.

## Distribuzione
Alcune delle uscite internazionali sono state:
- maggio 1961 negli Stati Uniti (Atlas)
- 20 marzo 1964 in Finlandia (Atlas)
- in Italia (Atlas, il trionfatore di Atene)

## Promozione
Le tagline sono:
- "Behold! The mightiest man who ever lived!" ("Ecco! L'uomo più mitico che sia mai vissuto!").
- "Feared by Every Man, Desired by Every Woman!" ("Temuto da ogni uomo, desiderato da ogni donna!").